# 真的要去航海 (第二季)
真的要去航海 (第二季)（日语：マジで航海してます。〜Second Season〜）是2018年7月30日起於每日放送和TBS電視台播出的電視劇。本季時間點設定於坂本真鈴與石川燕畢業後，已成為三等航海士與三等機關士（輪機士），一起於「轟」海運工作的故事。

## 演員列表

### 主要人物
| 演員       | 角色     | 介紹 |
| 飯豐萬理江 | 坂本真鈴 | 關東商船大學海洋學部畢業，現為有三年經驗的三等航海士。目前服務於「轟」海運旗下貨輪「安菲特律特號」。個性開朗活潑，天真浪漫，常因其異想天開的舉動而被一等航海士訓斥。 |
| 武田玲奈   | 石川燕   | 關東商船大學海洋學部畢業，三等機關士（輪機士），有著藉由馬達運轉聲音來辨認異常狀況的能力。原本也在「安菲特律特號」上服務，因「轟」海運總公司缺人而被調至船舶管理部，於陸地上負責相關勤務。當「安菲特律特號」回到日本後再度出航，行至新加坡短暫停留港口時，長谷川尚人因腰椎受傷需兩個月才能康復，於是接任並作為二等機關士（輪機士）上船代替前輩執行剩餘航行任務。 |

### 其他角色
| 演員     | 角色          | 介紹 |
| モロ師岡 | 新井三郎      | 「安菲特律特號」船長。個性穩重總是面帶笑容。                                                                                               |
| 植野行雄 | Julio Mendoza | 「安菲特律特號」操舵手，菲律賓人。愛吹口哨，跟同為個性開朗的坂本真鈴很合得來。                                                             |
| 平岡祐太 | 神崎拓也      | 「安菲特律特號」一等航海士，擁有多年經驗，剛進「轟」海運服務。工作認真負責，並對下屬嚴格指導，因而有「鬼之大副」的稱號。                   |
| 水野勝   | 晴海修作      | 「安菲特律特號」二等航海士，坂本真鈴的前輩。喜歡健身。                                                                                     |
| 宮崎秋人 | 如月光        | 「安菲特律特號」新任三等機關士（輪機士）。仰慕坂本真鈴。                                                                                   |
| 近藤廉   | 長谷川尚人    | 「安菲特律特號」二等機關士（輪機士），石川燕的前輩。航行途中，因跌倒造成腰椎骨折被送到當地醫院診療，需兩個月才能痊癒，便由石川燕上船替補。 |
| 矢島健一 | 館山輝彦      | 「轟」海運總公司船舶管理部的工務監督，石川燕的主管。                                                                                       |
| 伊藤由美 | 野口妙子      | 「轟」海運總公司船舶管理部的職員，石川燕的前輩。之前是航海士，目前懷孕六個月。                                                             |
| あの     | 七原珠子      | 「轟」海運總公司的職員，石川燕的同事。喜歡聯誼。                                                                                           |
| 中尾暢樹 | 真野宗佑      | 石川燕在聯誼中認識的青年。職業是寵物偵探。                                                                                                 |

### 客串角色
| 演員 | 角色     | 介紹                                                                                  |
| 勇翔 | 鳴海新太 | 已婚航海士。「安菲特律特號」於新加坡短暫停留時，與坂本真鈴等人在Sea Men's酒吧中巧遇。 |

## 播出日程
| 集數 | 每日放送      | TBS電視台     | 導演     |
| ---- | ------------- | ------------- | -------- |
| 1    | 2018年7月30日 | 2018年8月01日 | 井口昇   |
| 2    | 2018年8月06日 | 2018年8月08日 | 深迫康之 |
| 3    | 2018年8月13日 | 2018年8月15日 | 深迫康之 |
| 4    | 2018年8月20日 | 2018年8月22日 | 井口昇   |
| 5    | 2018年8月27日 | 2018年8月29日 | 井口昇   |
| 6    | 2018年9月03日 | 2018年9月05日 | 井口昇   |

## 備註
1. ↑  本船主要為搬運汽車的專用船，航線為日本→新加坡→歐洲各國→日本。

## 外部連結
- 官方網站 （页面存档备份，存于） （日語）
- 真的要去航海的X（前Twitter） （日語）
- 真的要去航海 (第二季)的Instagram帳戶 （日語）